# Miguel Ángel Guerrero
Miguel Ángel Guerrero Paz (Cali, 7 settembre 1967) è un ex calciatore colombiano, di ruolo attaccante.

## Carriera

### Club
Debutta nel 1988, con l'América de Cali, dove gioca fino al 1990, anno nel quale passa al Málaga, dove rimane per una stagione. Nel 1991 torna in Colombia, all'América de Cali, con la maglia della quale disputa due stagioni. Dopo due annate si trasferisce all'Atlético Junior, dove gioca per tre stagioni segnando diverse reti, che gli valgono la chiamata del Bari dove gioca per quattro stagioni fra Serie A e B, intervallate da una parentesi con gli spagnoli del Mérida. Nel 2000 dopo essere tornato per alcuni mesi all'Atlético Junior si è ritirato.

### Nazionale
Con la nazionale di calcio della Colombia ha giocato 5 volte, venendo convocato per i Mondiali di Italia 1990 senza però mai scendere in campo.

## Statistiche

### Cronologia presenze e reti in nazionale
| Cronologia completa delle presenze e delle reti in nazionale ― Colombia | Cronologia completa delle presenze e delle reti in nazionale ― Colombia | Cronologia completa delle presenze e delle reti in nazionale ― Colombia | Cronologia completa delle presenze e delle reti in nazionale ― Colombia | Cronologia completa delle presenze e delle reti in nazionale ― Colombia | Cronologia completa delle presenze e delle reti in nazionale ― Colombia | Cronologia completa delle presenze e delle reti in nazionale ― Colombia | Cronologia completa delle presenze e delle reti in nazionale ― Colombia |
| Data                                                                    | Città                                                                   | In casa                                                                 | Risultato                                                               | Ospiti                                                                  | Competizione                                                            | Reti                                                                    | Note                                                                    |
| ----------------------------------------------------------------------- | ----------------------------------------------------------------------- | ----------------------------------------------------------------------- | ----------------------------------------------------------------------- | ----------------------------------------------------------------------- | ----------------------------------------------------------------------- | ----------------------------------------------------------------------- | ----------------------------------------------------------------------- |
| 4-2-1990                                                                | Miami                                                                   | Stati Uniti                                                             | 1 – 1 dts (8 – 9 dtr)                                                   | Colombia                                                                | Marlboro Cup 1990 (Miami) - Finale 3º-4º posto                          | -                                                                       | 46’                                                                     |
| 20-2-1990                                                               | Los Angeles                                                             | Colombia                                                                | 0 – 0 dts (4 – 2 dtr)                                                   | Unione Sovietica                                                        | Marlboro Cup 1990 (Los Angeles) - Semifinale                            | -                                                                       |                                                                         |
| 22-4-1990                                                               | Miami                                                                   | Stati Uniti                                                             | 0 – 1                                                                   | Colombia                                                                | Amichevole                                                              | 1                                                                       | 46’                                                                     |
| 26-5-1990                                                               | Il Cairo                                                                | Egitto                                                                  | 1 – 1                                                                   | Colombia                                                                | Amichevole                                                              | -                                                                       | Ingresso                                                                |
| 31-7-1992                                                               | Los Angeles                                                             | Stati Uniti                                                             | 0 – 1                                                                   | Colombia                                                                | Amistad Cup 1992                                                        | -                                                                       | 80’                                                                     |
| 2-8-1992                                                                | Los Angeles                                                             | Messico                                                                 | 0 – 0                                                                   | Colombia                                                                | Amistad Cup 1992                                                        | -                                                                       | 80’                                                                     |
| 10-7-1995                                                               | Rivera                                                                  | Colombia                                                                | 1 – 0                                                                   | Ecuador                                                                 | Coppa America 1995 - 1º turno                                           | -                                                                       | 83’                                                                     |
| Totale                                                                  |                                                                         | Presenze                                                                | 7                                                                       |                                                                         | Reti                                                                    | 1                                                                       |                                                                         |

## Palmares

### Competizioni nazionali
- Campionato colombiano: 3

América Cali: 1990, 1992
Atlético Junior: 1993

#### Individuale
- Capocannoniere della Coppa Mustang: 1

1993 (34 gol)